# Steve Forward
Steven Forward (dit Steve Forward) est un ingénieur du son, producteur/réalisateur et musicien anglais, né le 14 mars 1954 à Hatherleigh (Angleterre).
Il a travaillé avec de nombreux artistes dont Ray Charles, Paul McCartney, Manfred Mann, Depeche Mode, Robert Palmer, Fischer-Z, Johnny Hallyday, Axel Bauer.

## Biographie
Après des études de sciences sociales au South Bank Polytechnic London, il débute en tant qu'ingénieur du son au Freerange Studios à Londres (Covent Garden) en pleine vague punk.
Juste au-dessus de ce studio se trouvait la maison de disques indépendante Stiff Records, qui a vu défiler de nombreux artistes de l'époque.
En 1980, le Freerange Studios ferme. Steve Forward devient brièvement ingénieur du son aux Nova Suite Recording Studios, Workhouse Studios et au Berrystreet Studios à Londres avant de se lancer en tant qu'ingénieur du son freelance.
Après un crochet par la Norvège, il s'installe en France à la fin des années 1980.
Au fil des années, il se spécialise dans l'enregistrement et le mixage en studio; il diversifie ensuite son activité vers la production/réalisation, le mastering et les arrangements.

### Carrière
Au début de sa carrière, Steve Forward travaille avec de nombreux artistes qui ont marqué l'époque tels que The Pretenders, Eddie and the Hot Rods, Motörhead, Sid Vicious, Willie And The Poor Boys (groupe composé de Bill Wyman, Charlie Watts, Jimmy Page, Chris Rea & Paul Rogers) ou encore Paul McCartney.

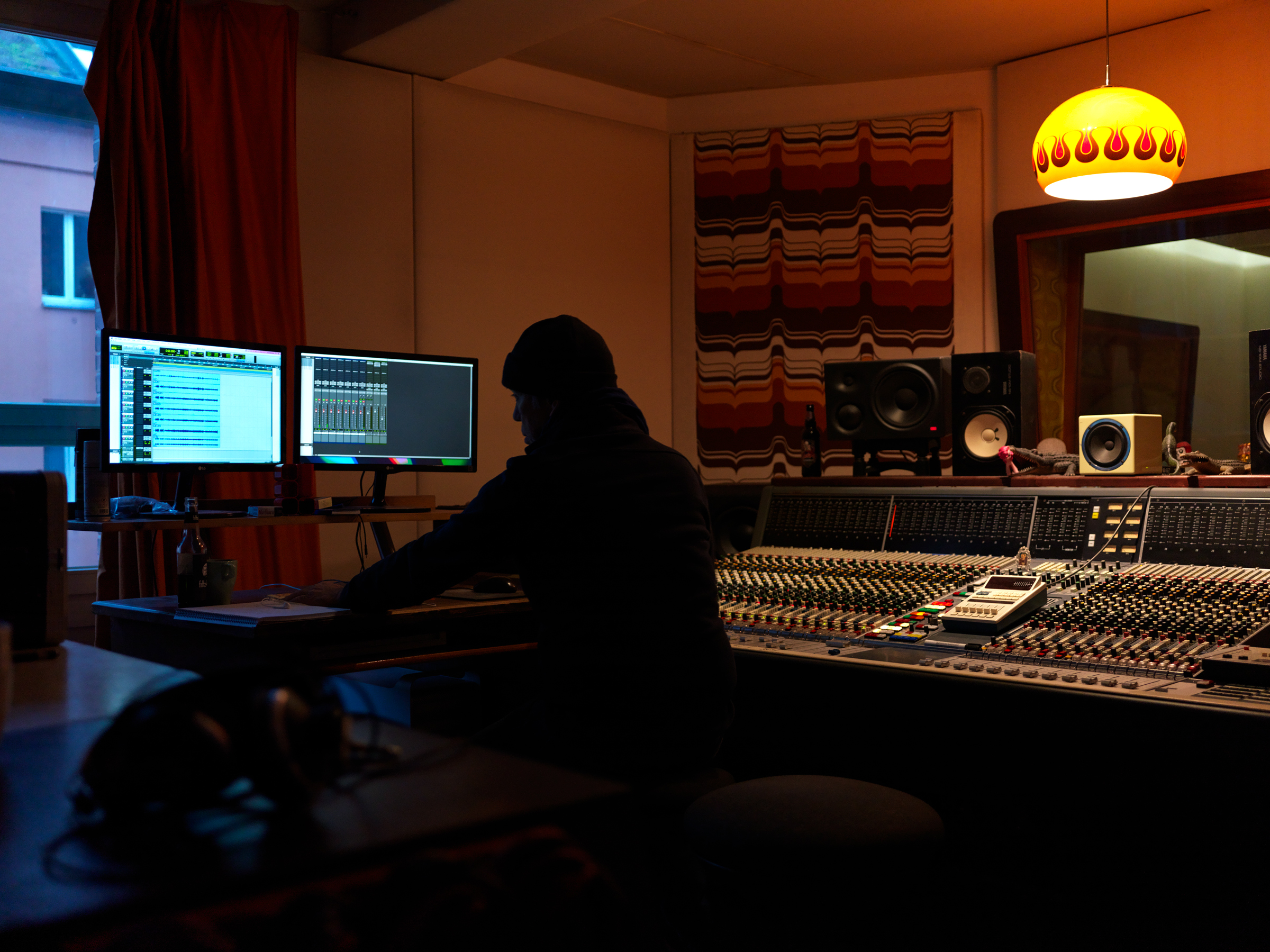
Steve Forward @WongStudio, Berlin/Kreutzberg. (2021)

Il enregistre et mixe également de la musique publicitaire, notamment pour les sociétés Jo & Co, Candle Music et Air Edel. Au cours de ces séances d'enregistrement, il a eu l'occasion de collaborer avec Hans Zimmer et Richard Niles.
Au milieu des années 80, il quitte l'Angleterre de Margaret Thatcher pour s'installer en Norvège. Il réalise alors les albums des artistes norvégiens Anita Skorgan, Karoline Krüger et Bjorn Kulseth.
Fin 1980, il débarque en France un peu par hasard pour travailler sur les albums de Diane Tell, Laurent Voulzy et Dee Dee Bridgewater et décidera de s'y installer définitivement.
En 1987, il produit et mixe l'album Reveal pour le groupe Fischer-Z et en 1989, l'album A Round and A Bout pour le groupe britannique Squeeze qui est entré dans le top 50 anglais en avril 1990.
En 1989, il réalise le single Precious Thing, duo de Dee Dee Bridgewater et Ray Charles, qui rencontre un véritable succès international.

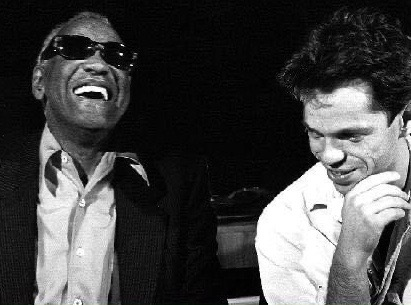
Steve Forward et Ray Charles au Studio Guillaume Tell à Paris lors de l'enregistrement du single "Precious Thing"

Quelques années plus tard, le producteur et manager français de Ray Charles, Jean-Pierre Grosz,, lui demande de réaliser l'album "Strong Love Affair". Steve Forward parcourera alors les studios du monde entier avec Ray Charles pendant plus de 3 ans. Il enregistrera et réalisera ensuite la reprise "Imagine" puis l'album "Live at the Olympia 2000" pour Ray Charles.
Parallèlement, il continue de travailler notamment avec les maisons de disque Universal Music Group, EMI Group, Columbia Records, Sony Music Entertainment et Warner Music Group.
Il fait ainsi la connaissance d'Axel Bauer. Ils construisent ensemble un studio d'enregistrement à Montreuil. Il réalisera par la suite l'album "Simple Mortel" qui sortira en 1998. Une amitié durable résultera de cette rencontre. Leur dernière collaboration à ce jour est l'album "Live à Ferber" sorti en 2018.
En 1996, Universal lui demande d'enregistrer et de mixer les singles Savoir aimer et Chanter, extraits de l'album Savoir aimer de Florent Pagny qui rencontreront un franc succès auprès du public français et belge. L'album est nommé aux Victoires de la Musique 1998. Il mixera plus tard d'autres titres pour Florent Pagny dans les albums Châtelet les Halles, 2 et Ailleurs land.
En 2001, il co-compose le titre "Nuage D'Or" avec Christophe, qui sortira dans l'album Comm'si la terre penchait réalisé par Philippe Paradis. Il procède également à l'enregistrement et au mixage de l'album. L'album est nommé aux Victoires de la Musique 2002 dans la catégorie Album de Variétés/Pop.
En 2003, Steve Forward mixe le premier album solo d'Ahmed Mouici, essentiellement connu dans les années 1990 avec son groupe Pow Wow, puis dans les années 2000 pour son rôle de Ramsès dans Les Dix Commandements d'Élie Chouraqui.
En 2008, Franck Autier le contacte et lui demande d'enregistrer et de mixer l'album Toi + Moi de Grégoire pour le premier label participatif My Major Company. L'album sera un véritable succès puisqu'il se classe directement no 2 du top album et restera plus de deux ans dans le Top 30 des meilleures ventes d'albums.
En 2015, Fred Chapellier fait également appel à lui pour son nouvel album "It never comes easy" et le qualifie de "magicien".
En 2017, Steve Forward travaille à nouveau avec Fischer-Z. Il enregistre et mixe leur nouvel album "Swimming In Thunderstorms" au ICP studios à Bruxelles avec son ami de longue date et membre fondateur du groupe, John Watts, album qui est sorti en septembre 2019.
En 2018, Steve Forward mixe l'album de duos "Par-dessus l'épaule" de Marcel Amont, dans lequel ce dernier interprète ses plus grands succès avec des artistes de la chanson française, dont Charles Aznavour et Alain Souchon.

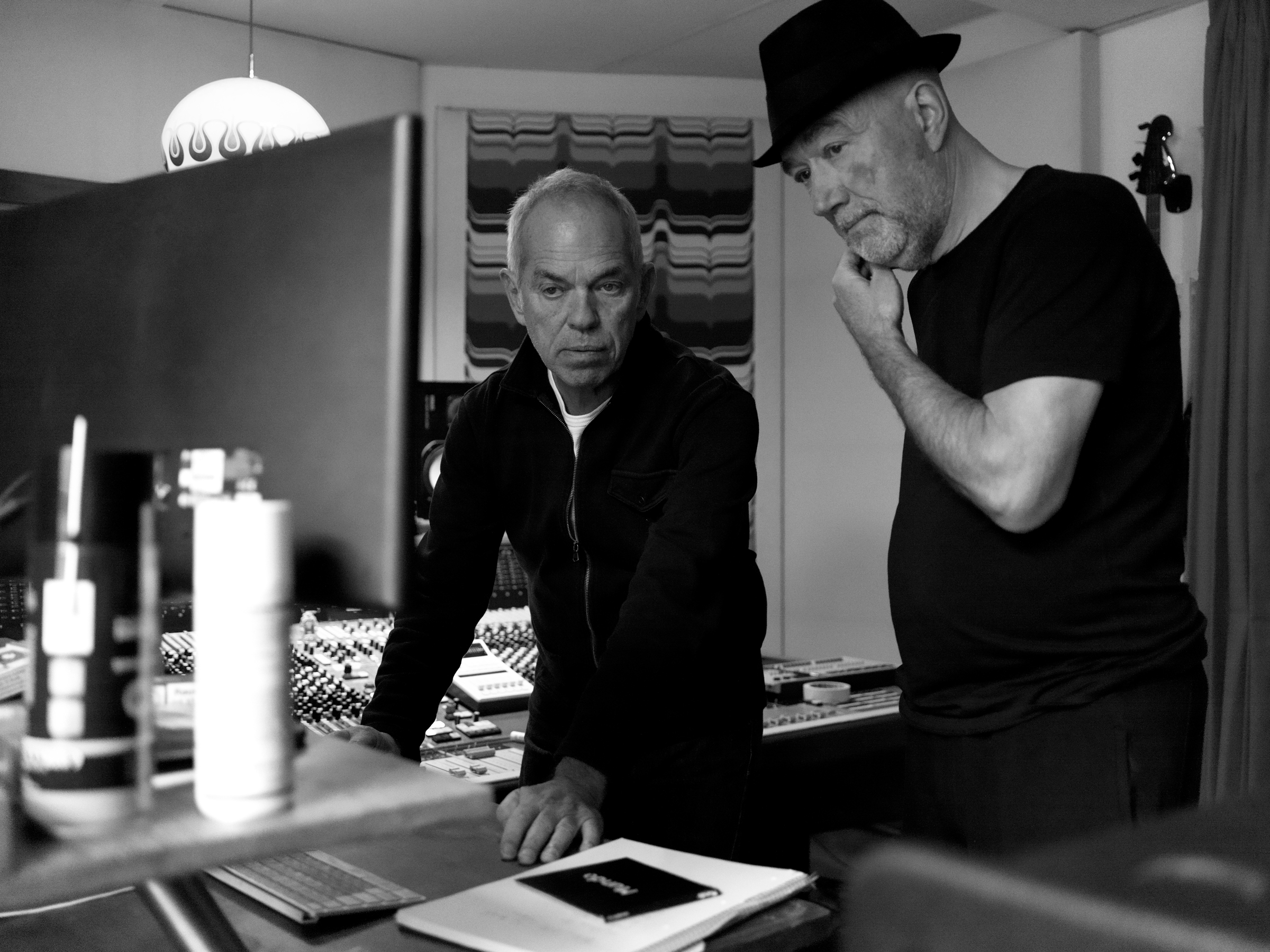
Steve Forward and Fischer Z @WongStudio, Berlin/Kreutzberg. (2021)

### Autres projets
Quand à 10 ans, Steve Forward tombe sur la guitare de son père dans le grenier familial, il n'imagine pas que cette passion le poursuivra toute sa vie.
Fin des années 70, il joue dans les pubs londoniens puis met un temps de côté cette passion pour se consacrer à sa carrière d'ingénieur du son.
Début des années 1990, il apparaît en tant que guitariste aux côtés d'Anita Skorgan.
En 2012, il prend la basse pour jouer avec le groupe norvégien Ljodahatt, dont il avait mixé l'album.
En 2013, Ahmed Mouici lui demande d'être son guitariste. Il intègre ainsi le groupe Ahmed Mouici And The Golden Moments. Le groupe participe à l'émission Rising Star (France) diffusée sur M6 du 25 septembre au 13 novembre 2014 et sort un album intitulé Live au Blues Café en juin 2015.
En 2014, il tombe par hasard sur une ancienne connaissance de l'époque londonienne, Lucas Fox, premier batteur du groupe Motörhead. Ce dernier l'invite à rejoindre le groupe "The Bowling Team" qu'il a fondé en 2011 avec le célèbre peintre américain Troy Henriksen.
En 2024, Steve Forward a mixé et arrangé le dernier album du groupe de prog rock SSB (Sloane Square Band) https://ssb-sloanesquareband.com/, intitulé Thoughts, avec la participation musicale de Guy Pratt http://www.guypratt.com/), Joniece Jamison (Eurythmics, Elton John) et de Richard Groulx ( Starmania)

## Discographie notable
- 1984 : Mais où sont passées les gazelles ? - Lizzy Mercier Descloux
- 1985 : Willie And The Poor Boys - Willie And The Poor Boys (groupe composé de Bill Wyman, Charlie Watts, Jimmy Page, Chris Rea & Paul Rogers)
- 1985 : Beyond The Mist - Robin Trower
- 1986 : Press - Paul McCartney
- 1986 : Criminal Tango - Manfred Mann's Earth Band
- 1987 : Reveal - Fischer-Z
- 1988 : Le Soleil Donne - Laurent Voulzy
- 1988 : Fasetter - Karoline Krüger
- 1988 : Degriffe-moi - Diane Tell
- 1988 : Sweet Lies - Robert Palmer
- 1989 : Victim of love - Dee Dee Bridgewater
- 1989 : Precious Thing - Dee Dee Bridgewater & Ray Charles
- 1989 : Entre Douceur Et Violence - Gilbert Montagné
- 1990 : Basic - Anita Skorgan
- 1991 : Caraïbes - Ralph Thamar
- 1996 : Strong Love Affair - Ray Charles
- 1996 : Flomela - Eddy Louiss
- 1997 :  Savoir aimer - Florent Pagny
- 1998 : Simple Mortel - Axel Bauer
- 1999 : M'Zee Fula-Ngenge - Papa Wemba
- 2000 : Châtelet Les Halles - Florent Pagny
- 2000 : Augustin et Anita - Daran
- 2001 : Imagine - Ray Charles
- 2001 : Comm'si la terre penchait - Christophe
- 2001 : Pop sessions - Serge Gainsbourg
- 2002 : A La Vie, A La Mort - Johnny Hallyday
- 2002 : L'aventurier - Nada Surf
- 2003 : Je prends le temps - Ahmed Mouici
- 2003 : Notre étoile - Linkup
- 2003 : Chansons - Élie Semoun
- 2003 : Ailleurs Land - Florent Pagny
- 2003 : Taxi Europa - Stephan Eicher
- 2004 : Live At The Olympia 2000 - Ray Charles
- 2008 : Toi + Moi - Grégoire
- 2010 : Black spirit - Paul Mancini Quartet
- 2013 : Peau de serpent - Axel Bauer
- 2014 : Live à Ferber - Axel Bauer
- 2015 : Chinese driver - Cock Robin
- 2015 : Live au Blues Café - Ahmed Mouici & The Golden Moments
- 2016 : It never comes easy - Fred Chapellier
- 2018 : Par-dessus l'épaule - Marcel Amont
- 2019 : Swimming in Thunderstorms - Fischer-Z

## Musiques de film
- Coca Cola Kid, réalisé par Dušan Makavejev, enregistrement et mixage du titre "Home For My Heart" de Tim Finn
- Les Grandes Bouches, réalisé par Bernie Bonvoisin, réalisation, enregistrement et mixage du titre de Nadia Farès
- Wasabi, réalisé par Luc Besson, enregistrement et mixage du titre "Follow Me" de Nadia Farès et Paul Breslin
- Blanche, réalisé par Bernie Bonvoisin, enregistrement et mixage de la musique
- Backstage, réalisé par Emmanuelle Bercot, mixage de la musique composée par Laurent Marimbert